# Pompeo Batoni
Pompeo Girolamo Batoni, pintor italiano, nació en Lucca, República de Lucca el 25 de enero de 1708 y falleció en Roma, Estados Pontificios el 4 de febrero de 1787.

## Biografía
Batoni se traslada a Roma en 1727. Durante su período de formación se dedicó principalmente a copiar obras de Rafael y Annibale Carracci. Solo al comienzo de los 40 inició su célebre Madonna in trono con Santi e Beati della famiglia Gabrielli di Gubbio (Virgen en el trono con Santos y Beatos de la familia Gabrielli de Gubbio), en Roma, pintada entre 1739 y 1740. A este le siguieron otros encargos, entre los cuales, un retablo para la iglesia de los Santos Celso y Giuliano y la prestigiosa Caduta di Simon Mago (Caída de Simón el Mago) para la Basílica de San Pedro en el Vaticano (hoy esta obra se encuentra en la Basílica de Santa María de los Ángeles y los Mártires (Santa Maria degli Angeli e dei Martiri). El Éxtasis de Santa Catalina de Siena es de 1743 y actualmente se encuentra en el Museo Nacional de Lucca.
Fue en estos años cuando el artista se especializó en retratos, un género bastante remunerativo en vista del alto número de nobles extranjeros, mayoritariamente británicos, que visitaban Roma y toda Italia, durante el Grand Tour. Batoni conquistó así la fama internacional de mejor pintor italiano, gracias sobre todo a "clientes" que venían de Inglaterra e Irlanda, a los que retrataba, en muchas ocasiones, con grandes obras arquitectónicas o famosos paisajes italianos, en segundo plano. Dos retratos de este tipo se conservan en el Museo del Prado.
En estas obras y en sus numerosos cuadros alegóricos y mitológicos, Batoni se muestra como un artista de técnica sólida y con tendencia hacia el neoclasicismo, y cierto influjo del Rococó francés. En las crónicas de la época se menciona su rivalidad con Anton Raphael Mengs.
Entre sus retratos famosos, están el emperador de Austria José II de Habsburgo y el papa Pío VI.
Otros museos españoles que cuentan con ejemplos de Batoni, además del Prado, son la Academia de San Fernando y el Museo Thyssen-Bornemisza.

## Galería

Obras de Pompeo Batoni
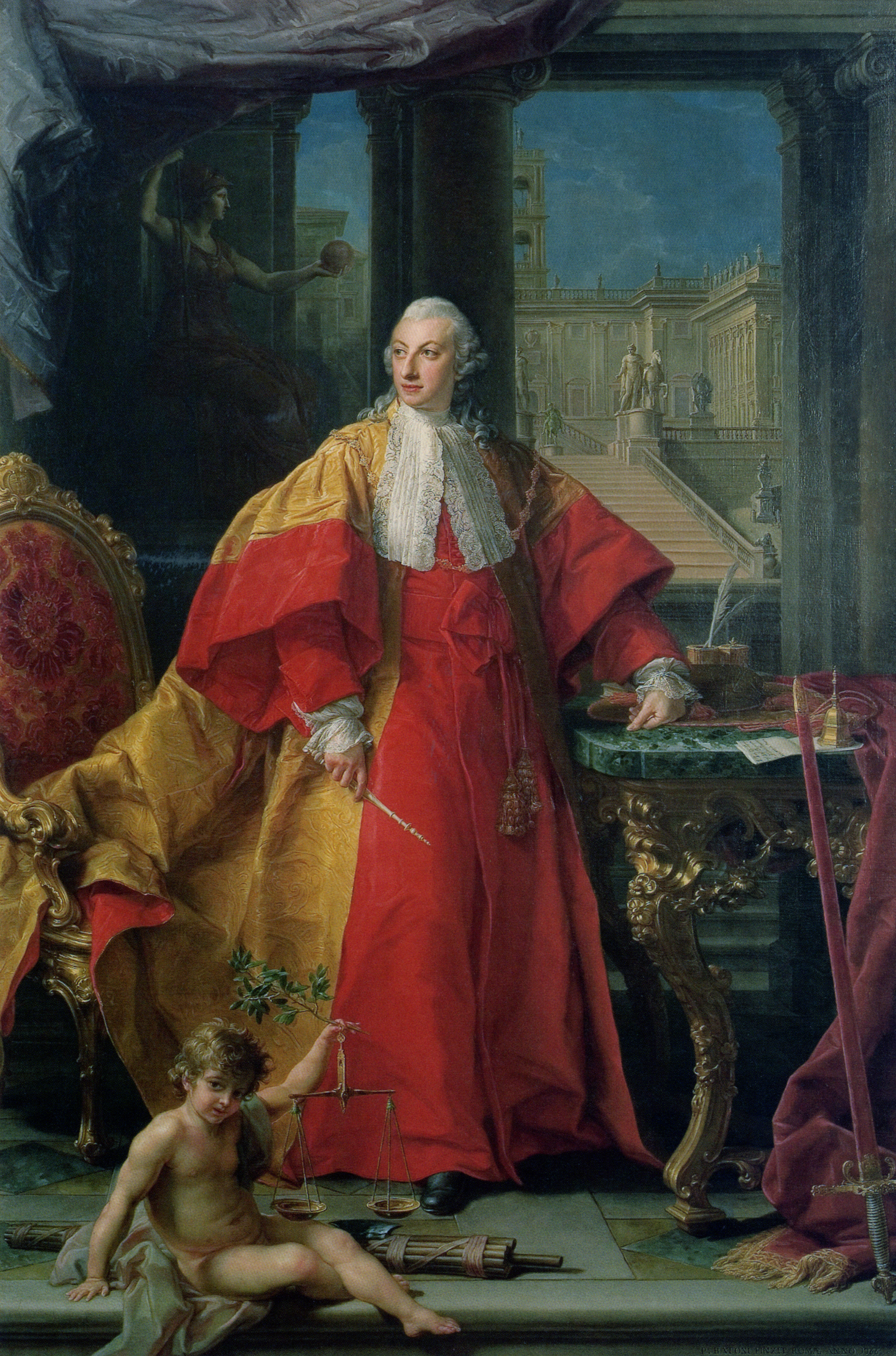
Retrato del Príncipe Abbondio Rezzonico (1756), Museo Cívico de Bassano del Grappa.
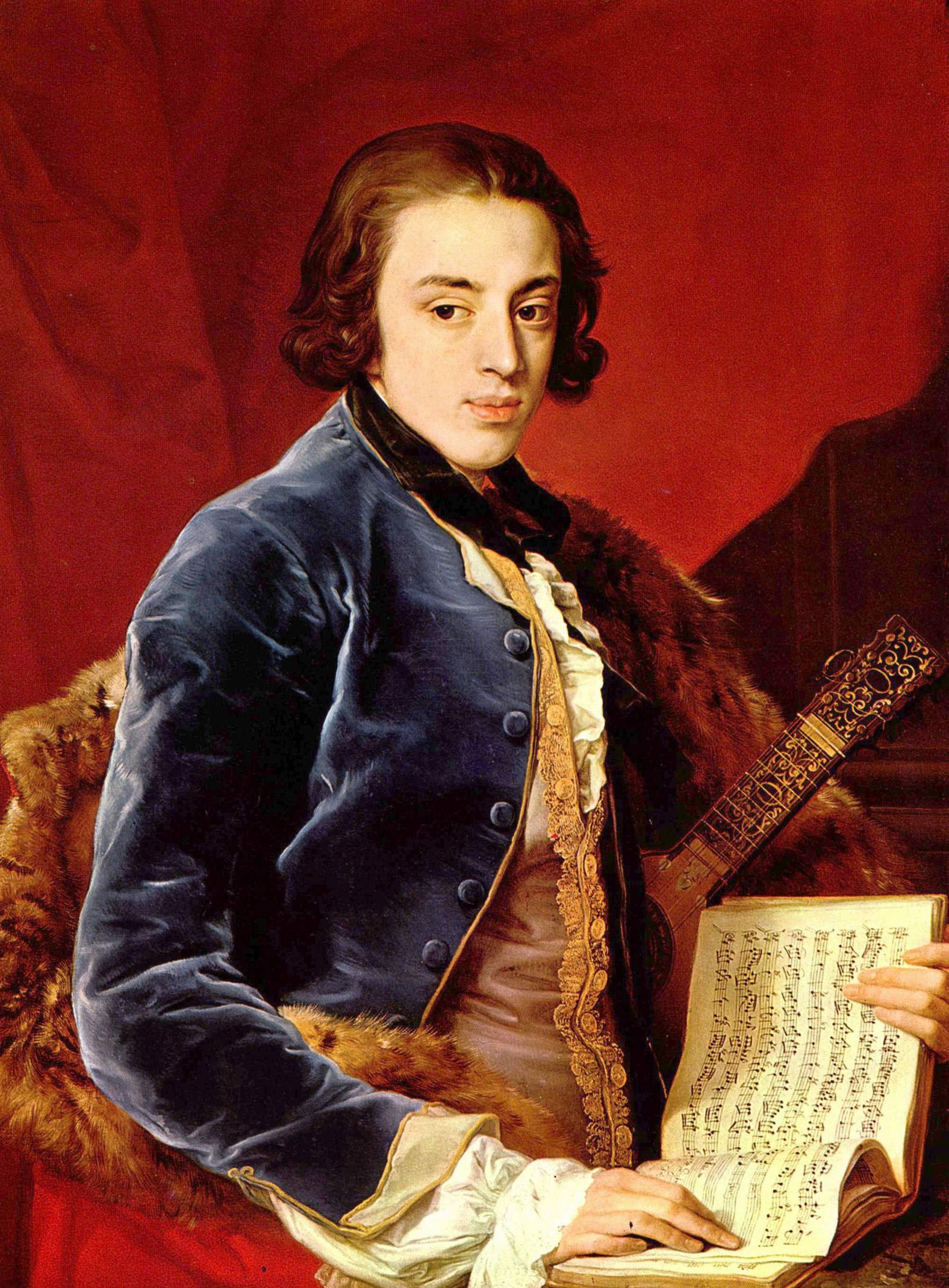
Retrato de John, marqués de Montherner (hacia 1760), Boughton House.
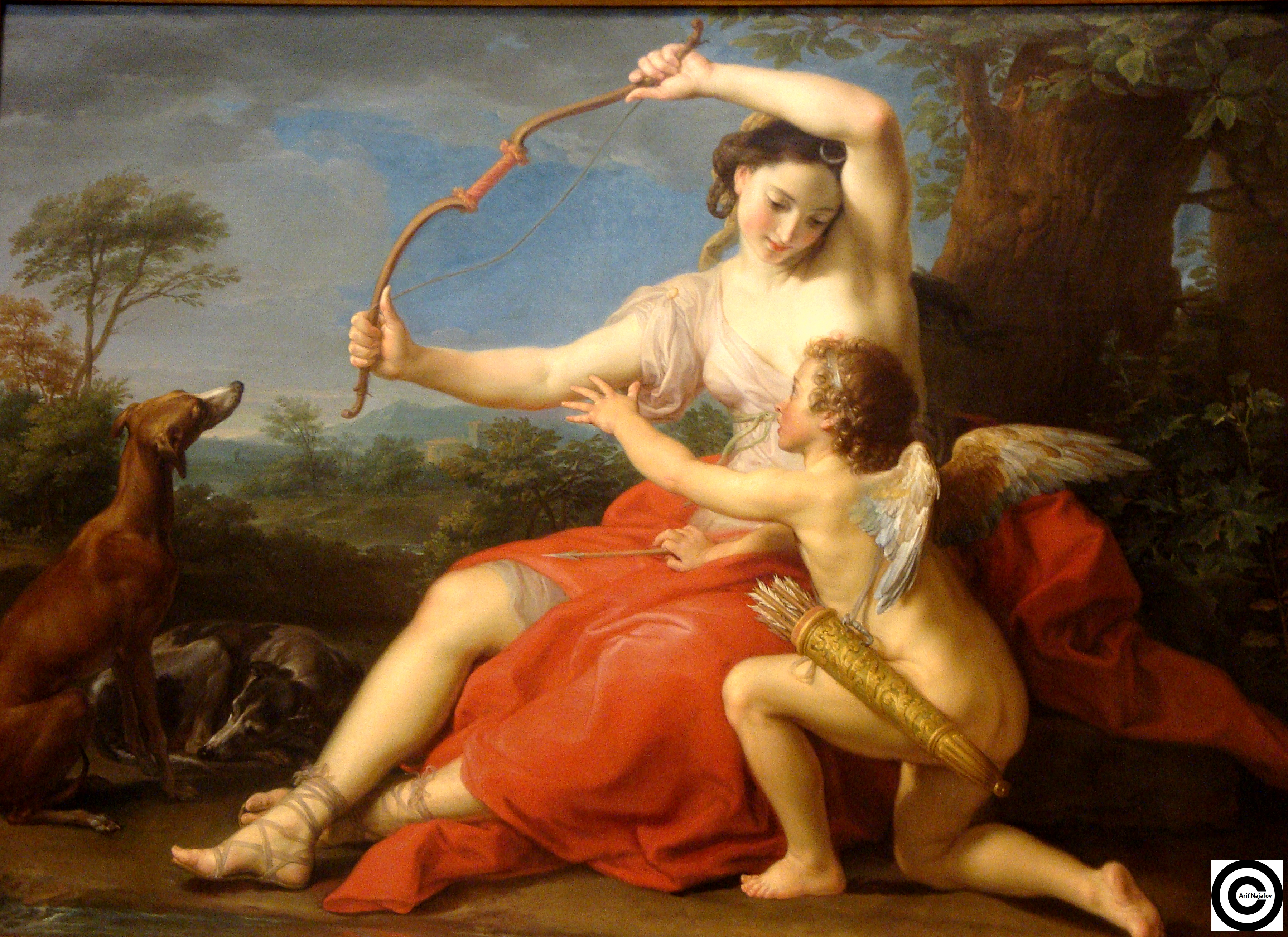
Diana y Cupido (hacia 1761), New York, Metropolitan Museum of Art.
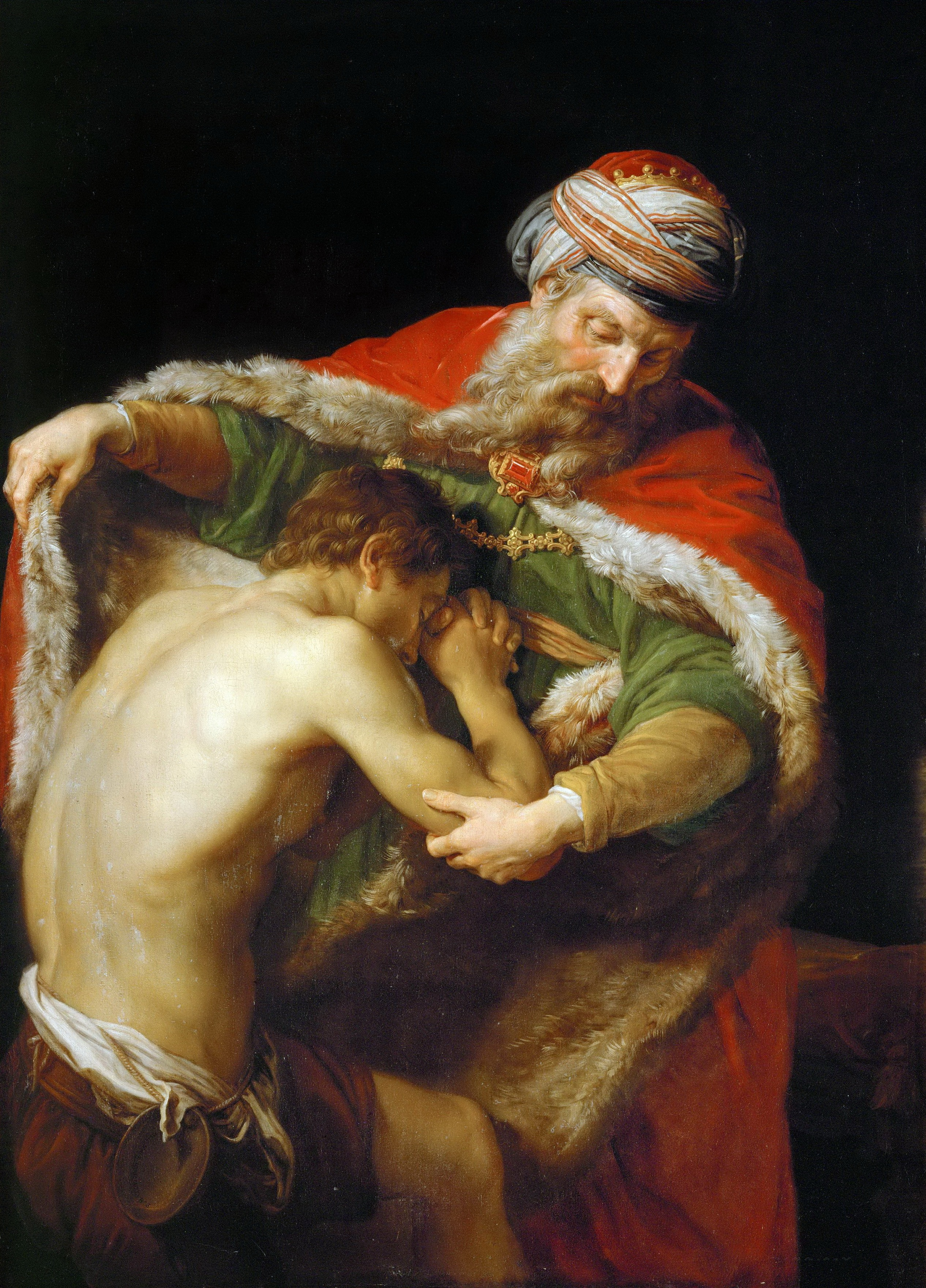
El retorno del hijo pródigo (1773), Viena, Museo de Historia del Arte.
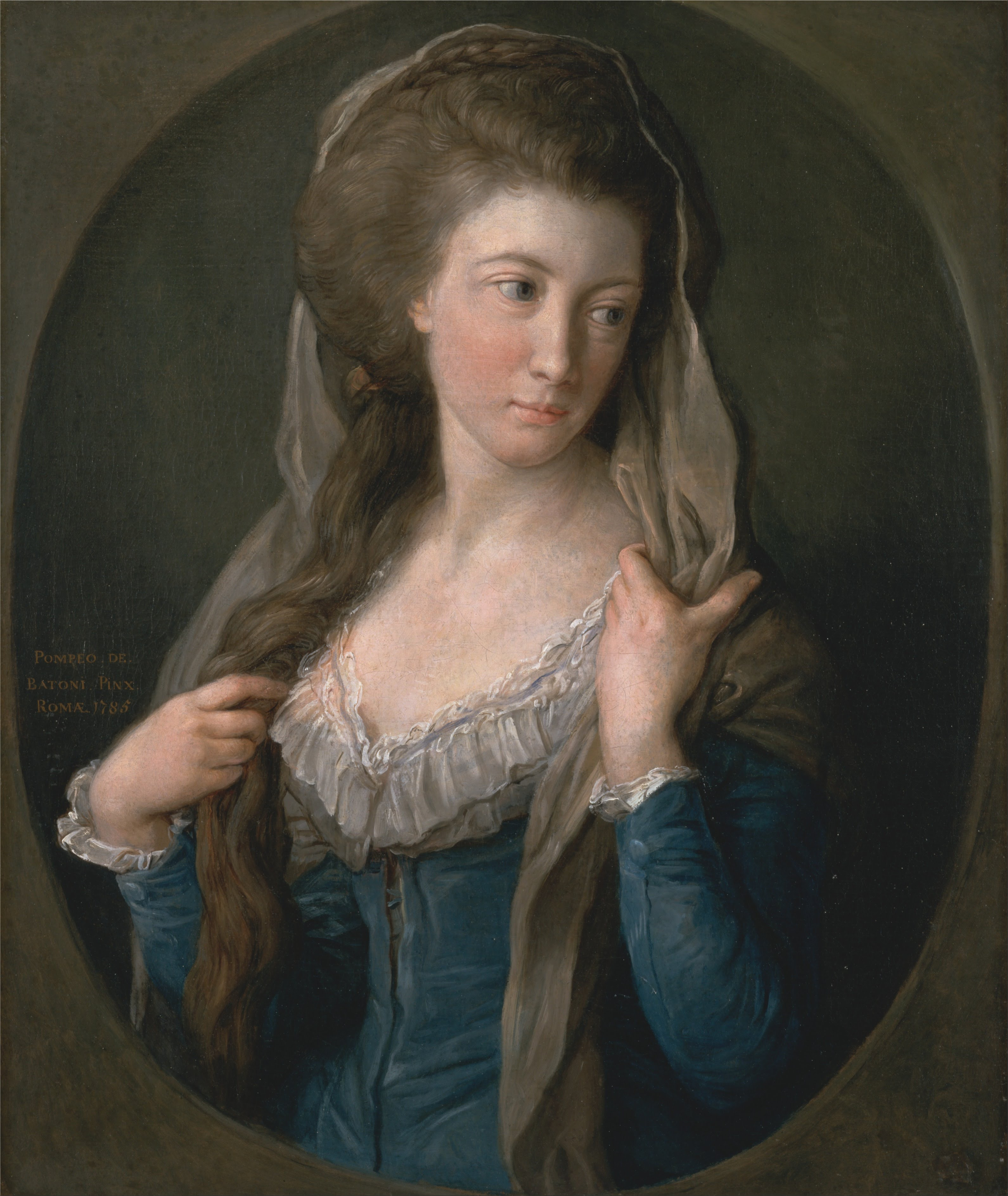
Presunto retrato de Margaret Stuart (1785), Centro de Arte Británico de Yale.
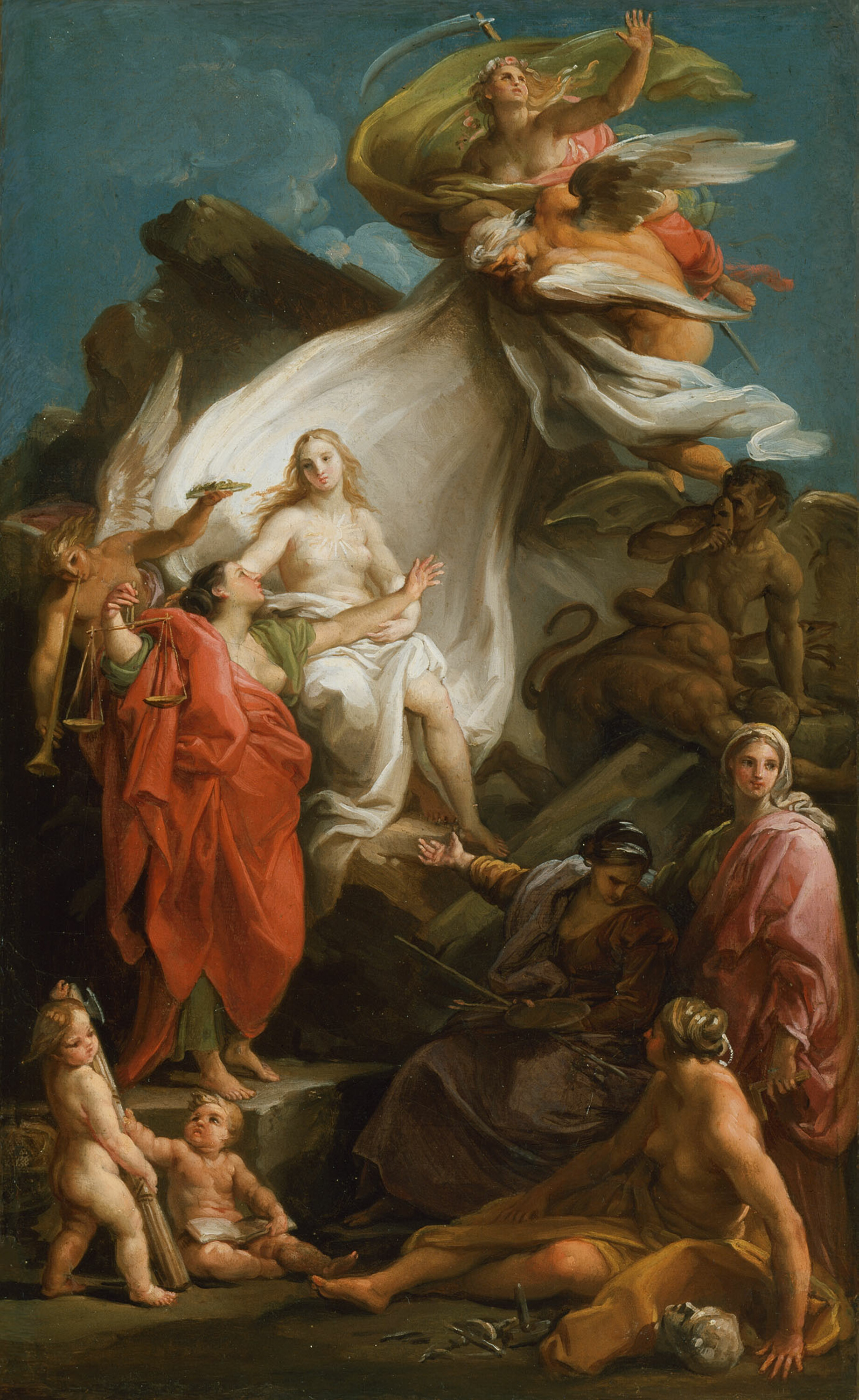
El tiempo revela la verdad, Instituto de Arte de Chicago.